# Sabena Engineering
Sabena Engineering (anciennement Sabena Aerospace) est une entreprise belge créée en 2014 à la suite de sa séparation de Sabena Technics alors détenue par le groupe TAT. Sabena Engineering est une entreprise de maintenance aéronautique qui gère à ce titre la révision, l’entretien et la réparation d'avions.

## Historique

### 1923: Sabena Technics
Créée avec la Sabena en tant que département technique, Sabena Technics devient une filiale au fil du temps[Quand ?].
En 2005, soit trois ans après la faillite de la Sabena, le groupe TAT rachète Sabena Technics.

### 2014: Sabena Aerospace
Au 1er juin 2014, la branche bruxelloise de Sabena Technics prend son indépendance vis-à-vis du groupe TAT et change de nom au 1er janvier 2015 pour devenir Sabena Aerospace.

### 2022: Sabena Engineering
L'entreprise rachète deux filiales de Lufthansa Technik (en), la branche de maintenance de Lufthansa, et fusionne avec le site de Gosselies de la SABCA. Elle change alors encore de nom pour devenir Sabena Engineering.